# Nikola Katić
Nikola Katić (Ljubuški, 10 ottobre 1996) è un calciatore croato naturalizzato bosniaco, difensore dello Schalke 04 e della nazionale bosniaca.

## Biografia
Ha anche un fratello più piccolo, Antonijo, anch'egli calciatore.

## Carriera

### Club
L'8 febbraio 2016 viene acquistato a titolo definitivo dalla squadra croata dello Slaven Belupo. Il 1º luglio 2018 viene acquistato a titolo definitivo per 2,3 milioni di euro dalla squadra scozzese dei Rangers.
Il 31 agosto 2021 passa in prestito annuale con diritto di riscatto tra le file dell'Hajduk Spalato. Il 12 settembre fa il suo debutto con la casacca dei Bili, subentra al posto di Vuković nella trasferta di campionato vinta 1-3 contro l'Istria 1961. Non riscattato dalla squadra spalatina, il 30 giugno 2022 fa il suo ritorno nei The Gers.
Il 31 agosto 2022 viene ceduto a titolo definitivo al Zurigo.
Il 6 ottobre esordisce con gli elvetici in occasione della partita casalinga persa contro il PSV (1-5), match valido per la fase a gironi di Europa League. Tre giorni dopo arriva il suo debutto nel campionato svizzero, parte da titolare nel match casalingo pareggiato 0-0 contro il Winterthur. Il 13 novembre seguente, in occasione del match casalingo vinto ai danni del Servette (4-1), trova la prima rete personale con la casacca del FCZ.

### Nazionale
Ha giocato nella nazionale croata Under-21.
Ha esordito in nazionale il 27 maggio 2017 nell'amichevole contro il Messico, subentrando nei minuti finali al posto di Ivan Santini.
Nel 2024 sceglie di rappresentare la Bosnia ed Erzegovina, con cui esordisce il 3 giugno del medesimo anno nell'amichevole persa contro l'Inghilterra (3-0).

## Statistiche

### Presenze e reti nei club
Statistiche aggiornate al 3 maggio 2025.
| Stagione                 | Squadra                  | Campionato               | Campionato | Campionato | Coppe nazionali | Coppe nazionali | Coppe nazionali | Coppe continentali | Coppe continentali | Coppe continentali | Altre coppe | Altre coppe | Altre coppe | Totale | Totale |
| Stagione                 | Squadra                  | Comp                     | Pres       | Reti       | Comp            | Pres            | Reti            | Comp               | Pres               | Reti               | Comp        | Pres        | Reti        | Pres   | Reti   |
| ------------------------ | ------------------------ | ------------------------ | ---------- | ---------- | --------------- | --------------- | --------------- | ------------------ | ------------------ | ------------------ | ----------- | ----------- | ----------- | ------ | ------ |
| 2014-2015                | Neretvanac Opuzen        | 3. HNL                   | 36         | 1          | CC              | 0               | 0               | -                  | -                  | -                  | -           | -           | -           | 36     | 1      |
| 2015-feb. 2016           | Neretvanac Opuzen        | 3. HNL                   | 0          | 0          | CC              | 0               | 0               | -                  | -                  | -                  | -           | -           | -           | 0      | 0      |
| Totale Neretvanac Opuzen | Totale Neretvanac Opuzen | Totale Neretvanac Opuzen | 36         | 1          |                 | 0               | 0               |                    | -                  | -                  |             | -           | -           | 36     | 1      |
| feb.-giu. 2016           | Slaven Belupo            | 1. HNL                   | 1          | 0          | CC              | 0               | 0               | -                  | -                  | -                  | -           | -           | -           | 1      | 0      |
| 2016-2017                | Slaven Belupo            | 1. HNL                   | 29         | 1          | CC              | 3               | 1               | -                  | -                  | -                  | -           | -           | -           | 32     | 2      |
| 2017-2018                | Slaven Belupo            | 1. HNL                   | 34         | 0          | CC              | 2               | 1               | -                  | -                  | -                  | -           | -           | -           | 36     | 1      |
| Totale Slaven Belupo     | Totale Slaven Belupo     | Totale Slaven Belupo     | 64         | 1          |                 | 5               | 2               |                    | -                  | -                  |             | -           | -           | 69     | 3      |
| 2018-2019                | Rangers                  | SP                       | 18         | 1          | SC+SLC          | 1+2             | 0+1             | UEL                | 9                  | 1                  | -           | -           | -           | 30     | 3      |
| 2019-2020                | Rangers                  | SP                       | 13         | 2          | SC+SLC          | 1+1             | 0               | UEL                | 7                  | 1                  | -           | -           | -           | 22     | 3      |
| 2020-2021                | Rangers                  | SP                       | -          | -          | SC+SLC          | -               | -               | UEL                | -                  | -                  | -           | -           | -           | -      | -      |
| Totale Rangers           | Totale Rangers           | Totale Rangers           | 31         | 3          |                 | 5               | 1               |                    | 16                 | 2                  |             | -           | -           | 52     | 6      |
| 2021-2022                | Hajduk Spalato           | 1.HNL                    | 21         | 0          | CC              | 4               | 0               | -                  | -                  | -                  | -           | -           | -           | 25     | 0      |
| 2022-2023                | Zurigo                   | SL                       | 22         | 1          | CS              | 0               | 0               | UEL                | 4                  | 0                  | -           | -           | -           | 26     | 1      |
| 2023-2024                | Zurigo                   | SL                       | 34         | 4          | CS              | 1               | 0               | -                  | -                  | -                  | -           | -           | -           | 35     | 4      |
| 2024-gen. 2025           | Zurigo                   | SL                       | 18         | 2          | CS              | 3               | 0               | UECL               | 4                  | 0                  | -           | -           | -           | 25     | 2      |
| Totale Zurigo            | Totale Zurigo            | Totale Zurigo            | 74         | 7          |                 | 4               | 0               |                    | 8                  | 0                  |             | -           | -           | 86     | 7      |
| gen.-giu. 2025           | Plymouth                 | FLC                      | 15         | 1          | FACup           | 2               | 0               | -                  | -                  | -                  | -           | -           | -           | 17     | 1      |
| Totale carriera          | Totale carriera          | Totale carriera          | 241        | 13         |                 | 20              | 3               |                    | 24                 | 2                  |             | -           | -           | 285    | 18     |

### Cronologia presenze e reti in nazionale
| Cronologia completa delle presenze e delle reti in nazionale ― Bosnia ed Erzegovina | Cronologia completa delle presenze e delle reti in nazionale ― Bosnia ed Erzegovina | Cronologia completa delle presenze e delle reti in nazionale ― Bosnia ed Erzegovina | Cronologia completa delle presenze e delle reti in nazionale ― Bosnia ed Erzegovina | Cronologia completa delle presenze e delle reti in nazionale ― Bosnia ed Erzegovina | Cronologia completa delle presenze e delle reti in nazionale ― Bosnia ed Erzegovina | Cronologia completa delle presenze e delle reti in nazionale ― Bosnia ed Erzegovina | Cronologia completa delle presenze e delle reti in nazionale ― Bosnia ed Erzegovina |
| Data                                                                                | Città                                                                               | In casa                                                                             | Risultato                                                                           | Ospiti                                                                              | Competizione                                                                        | Reti                                                                                | Note                                                                                |
| ----------------------------------------------------------------------------------- | ----------------------------------------------------------------------------------- | ----------------------------------------------------------------------------------- | ----------------------------------------------------------------------------------- | ----------------------------------------------------------------------------------- | ----------------------------------------------------------------------------------- | ----------------------------------------------------------------------------------- | ----------------------------------------------------------------------------------- |
| 3-6-2024                                                                            | Newcastle upon Tyne                                                                 | Inghilterra                                                                         | 3 – 0                                                                               | Bosnia ed Erzegovina                                                                | Amichevole                                                                          | -                                                                                   |                                                                                     |
| 9-6-2024                                                                            | Empoli                                                                              | Italia                                                                              | 1 – 0                                                                               | Bosnia ed Erzegovina                                                                | Amichevole                                                                          | -                                                                                   | 89’                                                                                 |
| 7-9-2024                                                                            | Eindhoven                                                                           | Paesi Bassi                                                                         | 5 – 2                                                                               | Bosnia ed Erzegovina                                                                | UEFA Nations League 2024-2025 - 1º turno                                            | -                                                                                   |                                                                                     |
| 10-9-2024                                                                           | Budapest                                                                            | Ungheria                                                                            | 0 – 0                                                                               | Bosnia ed Erzegovina                                                                | UEFA Nations League 2024-2025 - 1º turno                                            | -                                                                                   | 40’                                                                                 |
| 11-10-2024                                                                          | Zenica                                                                              | Bosnia ed Erzegovina                                                                | 1 – 2                                                                               | Germania                                                                            | UEFA Nations League 2024-2025 - 1º turno                                            | -                                                                                   |                                                                                     |
| 14-10-2024                                                                          | Zenica                                                                              | Bosnia ed Erzegovina                                                                | 0 – 2                                                                               | Ungheria                                                                            | UEFA Nations League 2024-2025 - 1º turno                                            | -                                                                                   | 24’                                                                                 |
| 24-3-2025                                                                           | Zenica                                                                              | Bosnia ed Erzegovina                                                                | 2 – 1                                                                               | Cipro                                                                               | Qual. Mondiali 2026                                                                 | -                                                                                   | 72’                                                                                 |
| 7-6-2025                                                                            | Zenica                                                                              | Bosnia ed Erzegovina                                                                | 1 – 0                                                                               | San Marino                                                                          | Qual. Mondiali 2026                                                                 | -                                                                                   | 84’                                                                                 |
| 10-6-2025                                                                           | Celje                                                                               | Slovenia                                                                            | 2 – 1                                                                               | Bosnia ed Erzegovina                                                                | Amichevole                                                                          | -                                                                                   | 61’                                                                                 |
| Totale                                                                              |                                                                                     | Presenze                                                                            | 9                                                                                   |                                                                                     | Reti                                                                                | 0                                                                                   |                                                                                     |

| Cronologia completa delle presenze e delle reti in nazionale ― Croazia | Cronologia completa delle presenze e delle reti in nazionale ― Croazia | Cronologia completa delle presenze e delle reti in nazionale ― Croazia | Cronologia completa delle presenze e delle reti in nazionale ― Croazia | Cronologia completa delle presenze e delle reti in nazionale ― Croazia | Cronologia completa delle presenze e delle reti in nazionale ― Croazia | Cronologia completa delle presenze e delle reti in nazionale ― Croazia | Cronologia completa delle presenze e delle reti in nazionale ― Croazia |
| Data                                                                   | Città                                                                  | In casa                                                                | Risultato                                                              | Ospiti                                                                 | Competizione                                                           | Reti                                                                   | Note                                                                   |
| ---------------------------------------------------------------------- | ---------------------------------------------------------------------- | ---------------------------------------------------------------------- | ---------------------------------------------------------------------- | ---------------------------------------------------------------------- | ---------------------------------------------------------------------- | ---------------------------------------------------------------------- | ---------------------------------------------------------------------- |
| 27-5-2017                                                              | Los Angeles                                                            | Messico                                                                | 1 – 2                                                                  | Croazia                                                                | Amichevole                                                             | -                                                                      | 83’                                                                    |
| Totale                                                                 |                                                                        | Presenze                                                               | 1                                                                      |                                                                        | Reti                                                                   | 0                                                                      |                                                                        |

| Cronologia completa delle presenze e delle reti in nazionale ― Croazia under 21 | Cronologia completa delle presenze e delle reti in nazionale ― Croazia under 21 | Cronologia completa delle presenze e delle reti in nazionale ― Croazia under 21 | Cronologia completa delle presenze e delle reti in nazionale ― Croazia under 21 | Cronologia completa delle presenze e delle reti in nazionale ― Croazia under 21 | Cronologia completa delle presenze e delle reti in nazionale ― Croazia under 21 | Cronologia completa delle presenze e delle reti in nazionale ― Croazia under 21 | Cronologia completa delle presenze e delle reti in nazionale ― Croazia under 21 |
| Data                                                                            | Città                                                                           | In casa                                                                         | Risultato                                                                       | Ospiti                                                                          | Competizione                                                                    | Reti                                                                            | Note                                                                            |
| ------------------------------------------------------------------------------- | ------------------------------------------------------------------------------- | ------------------------------------------------------------------------------- | ------------------------------------------------------------------------------- | ------------------------------------------------------------------------------- | ------------------------------------------------------------------------------- | ------------------------------------------------------------------------------- | ------------------------------------------------------------------------------- |
| 23-3-2017                                                                       | Nedelišće                                                                       | Croazia under 21                                                                | 3 – 0                                                                           | Slovenia under 21                                                               | Amichevole                                                                      | -                                                                               | 61’                                                                             |
| 4-9-2017                                                                        | Hartberg                                                                        | Austria under 21                                                                | 1 – 1                                                                           | Croazia under 21                                                                | Amichevole                                                                      | -                                                                               |                                                                                 |
| 15-11-2018                                                                      | Beauvais                                                                        | Francia under 21                                                                | 2 – 2                                                                           | Croazia under 21                                                                | Amichevole                                                                      | -                                                                               |                                                                                 |
| 25-3-2019                                                                       | Frosinone                                                                       | Italia under 21                                                                 | 2 – 2                                                                           | Croazia under 21                                                                | Amichevole                                                                      | -                                                                               |                                                                                 |
| 12-6-2019                                                                       | Pola                                                                            | Croazia under 21                                                                | 1 – 0                                                                           | Danimarca under 21                                                              | Amichevole                                                                      | -                                                                               | 62’                                                                             |
| 18-6-2019                                                                       | Serravalle                                                                      | Romania under 21                                                                | 4 – 1                                                                           | Croazia under 21                                                                | Europeo Under-21 2019 - 1º turno                                                | -                                                                               |                                                                                 |
| 21-6-2019                                                                       | Serravalle                                                                      | Francia under 21                                                                | 1 – 0                                                                           | Croazia under 21                                                                | Europeo Under-21 2019 - 1º turno                                                | -                                                                               |                                                                                 |
| 24-6-2019                                                                       | Serravalle                                                                      | Croazia under 21                                                                | 3 – 3                                                                           | Inghilterra under 21                                                            | Europeo Under-21 2019 - 1º turno                                                | -                                                                               |                                                                                 |
| Totale                                                                          |                                                                                 | Presenze                                                                        | 8                                                                               |                                                                                 | Reti                                                                            | 0                                                                               |                                                                                 |

## Palmarès

### Club

#### Competizioni nazionali
- Campionato scozzese: 1

Rangers: 2020-2021
- Coppa di Croazia: 1

Hajduk Spalato: 2021-2022